# پیرامیدن (گرینلند)
پیرامیدن (به لاتین: Pyramiden) یک کوه در گرینلند است که در Kujalleq, Greenland واقع شده‌است. پیرامیدن ۱٬۴۱۰ متر بالاتر از سطح دریا واقع شده‌است.